# Албешть (Ботошань)
Албешть, Албешті (рум. Albești) — село у повіті Ботошані в Румунії. Адміністративний центр комуни Албешть.
Село розташоване на відстані 370 км на північ від Бухареста, 30 км на схід від Ботошань, 71 км на північний захід від Ясс.

## Населення
За даними перепису населення 2002 року у селі проживали 2096 осіб.
Національний склад населення села:
| Національність | Кількість осіб | Відсоток |
| -------------- | -------------- | -------- |
| румуни         | 2063           | 98,4%    |
| цигани         | 33             | 1,6%     |

Рідною мовою назвали:
| Мова      | Кількість осіб | Відсоток |
| --------- | -------------- | -------- |
| румунська | 2089           | 99,7%    |
| циганська | 7              | 0,3%     |